# Agathodaimon (Band)
Agathodaimon ist eine deutsche Dark-Metal-Band aus Mainz.

## Geschichte
Gegründet wurde die Band 1995 von dem Gitarristen Martin „Sathonys“ Wickler (ehemals Nocte Obducta, außerdem freier Mitarbeiter beim Metal Hammer) und dem Schlagzeuger Matthias Rodig (Nocte Obducta, Age of Aggression, Necrorgasm). Nachdem in einigen Musikmagazinen Kleinanzeigen geschaltet wurden, stießen der Sänger und Keyboarder Andrei „Vlad Dracul“ Rusu sowie der Bassist Marko Thomas zur Band. Nach einigen Proben entschied die Band, dass ein zweiter Gitarrist nötig sei. Nach zwei Monaten war mit Carl „Hyperion“ Lang auch einer gefunden.
Zusammen nahm die Band 1996 ihr erstes Demo namens Carpe Noctem auf, welches viel Lob von der Fachpresse bekam. Dies hatte zur Folge, dass einige Plattenfirmen auf die Band aufmerksam wurden und die Band ansprachen. Also nahmen Agathodaimon 1997 ihr zweites Demo Near Dark mit finanzieller Unterstützung von Century Media auf. Auch dieses Demo wurde von der Fachpresse gut aufgenommen und mehr als 2000 Kopien wurden verkauft. Die Demos wiesen noch Einflüsse des Black Metal auf, welche ab dem zweiten Album nicht mehr aufgegriffen wurden.
1998 unterschrieb die Band einen Plattenvertrag bei dem Label Nuclear Blast. Das Debütalbum Blacken the Angel war für das erste Quartal 1998 angekündigt. Einige der Stücke von den Demos wurden für das Debütalbum neu aufgenommen. Der Sänger Andrei Rusu fuhr kurz vor den Aufnahmen nach Rumänien, um dort einige Verwandte zu besuchen. Als er wieder zurück nach Deutschland fahren wollte, wurde ihm jedoch die Ausreise verweigert. Nach einiger Verzögerung nahm die Band das Album mit Hilfe von Frank „Akaias“ Nordman (Gesang und Gitarre bei Asaru) sowie Marcel „Vampellans Traumschänder“ Breuer (Nocte Obducta, Dinner auf Uranos, Thâlsperre, Cüühn) auf. Andrei Rusu steuerte lediglich das Lied Contemplation Song bei, welches er per DAT an seine Bandkollegen schickte.
Mit Frank Nordmann am Gesang und Marcel Breuer am Keyboard ging Agathodaimon mit Bands wie Benediction und Hypocrisy auf Tournee. Zu dieser Zeit spielten Martin Wickler, Marcel Breuer und Matthias Rodig außerdem in der Band Nocte Obducta. Martin, der dort Bassist war, verließ diese Band im Jahr 2000 aber nach den Aufnahmen zu deren zweiten Album Taverne, um sich ganz auf Agathodaimon zu konzentrieren.
1999 wurde Christine „Sateria“ Schulte neue Keyboarderin, und die Band reiste nach Rumänien, um dort mit Andrei Rusu das zweite Album Higher Art of Rebellion aufzunehmen. Die Produzenten in den hierfür genutzten Studios hatten keinerlei Erfahrung mit der Musikrichtung und der Sound des Albums entsprach nicht den Erwartungen der Band. Auf der nachfolgenden Tournee im Jahre 2000 spielten Agathodaimon als Headliner zusammen mit Siebenbürgen und Graveworm. Ebenfalls in diesem Jahr spielte die Band auf dem Wacken Open Air und auf dem Wave-Gotik-Treffen. Rusus bisheriger Live-Vertreter Frank Nordmann wurde offizieller Sänger der Band, während Rusu sich entschied, die Band wegen der großen geographischen Entfernung sowie musikalischer Differenzen zu verlassen.
2001 wurde das dritte Album Chapter III veröffentlicht. Musikalisch orientierte die Band sich wieder mehr am Debütalbum, aber auch Elemente des Progressive und Melodic Metal flossen mit in die Stücke ein. Bei dem Lied Sacred Divinity wirkte der rechtsextreme Musiker Josef Maria Klumb als Gastsänger mit.
Nach der Veröffentlichung des Albums fanden einige personelle Wechsel innerhalb der Band statt. Der Bassist Marko Thomas verließ aus gesundheitlichen Gründen die Band, und der Gitarrist Carl Lang musste die Band wegen persönlicher Differenzen verlassen. Auch Christine Schulte verließ Agathodaimon, um eine eigene Band zu gründen.
Frank Nordmann übernahm nun zusätzlich die Gitarre. Mit Felix Ü. Walzer (All Will Know, Ex-Opalessence, Ex-The Legacy) wurde ein neuer Keyboarder gefunden, und ein paar Monate später stieß mit Darin „Eddie“ Smith wieder ein Bassspieler zur Band.
Im Jahre 2003 begannen die Arbeiten an Serpent’s Embrace, 2004 wurde das Album schließlich veröffentlicht. Agathodaimon steuerten außerdem ein Lied zu dem Soundtrack zum Film Alone in the Dark bei. Dieses Lied wurde exklusiv für diesen Film geschrieben.
Bassist Darin Smith verließ 2006 aus persönlichen Gründen die Band und wurde durch Till Ottinger ersetzt. Ende 2006 entschied sich Frank Nordmann, nach Norwegen zu ziehen und somit die Band zu verlassen. Jonas Iscariot (ehemals all:my:faults) ersetzte ihn hinsichtlich des Gesangs und Jan Jansohn (All Will Know, Adorned Brood, Ex-Dunkelschön, Ex-Opalessence) an der Gitarre.
2008 verließen das Gründungsmitglied Matthias Rodig und der Sänger Jonas Iscariot die Band aufgrund von Zeitmangel. Rodig wurde durch Manuel Steitz ersetzt. Jonas Iscariot fand erst 2009 in Chris „Ashtrael“ Bonner einen festen Nachfolger.
2009 wurde das fünfte Studioalbum Phönix veröffentlicht.
2010 trennten Agathodaimon und Jan Jansohn sich aufgrund musikalischer Differenzen, und auch der Keyboarder Felix Ü. Walzer stieg aus. Die vakante Position an der Gitarre übernahm Thilo Feucht, der schon seit vielen Jahren gelegentlich bei Konzerten ausgeholfen hatte.
Im November 2012 ging die Band mit Graveworm auf die Fragments-of-Death-Tournee.
Am 28. Juni 2013 wurde das sechste Studioalbum In Darkness veröffentlicht, das seit dem 12. Februar 2013 im Kohlekeller Studio unter der Leitung des Produzenten Kristian Kohlmannslehner eingespielt worden war.
Am 19. Oktober 2014 gab Sathonys auf ihrer Homepage die Auflösung der Band bekannt. Er begründete dies damit, dass er die Band als Familienvater schon seit einiger Zeit nicht mehr mit angemessenem Einsatz betreiben könne und dass andere Bandmitglieder ebenfalls unter zeitlichen Problemen litten.
Im Februar 2020 gab die Band auf ihrer Homepage bekannt, dass die Band wieder zusammengekommen sei.
Außerdem wurde im Juli 2020 bekannt gegeben, dass die Agathodaimon einen Vertrag beim Label Napalm Records unterschrieben haben, über welches das kommende Album veröffentlicht werden soll.

## Diskografie

### Studioalben
- 1998: Blacken the Angel (Nuclear Blast)
- 1999: Higher Art of Rebellion (Nuclear Blast)
- 2001: Chapter III (Nuclear Blast)
- 2004: Serpent’s Embrace (Nuclear Blast)
- 2009: Phoenix (Nuclear Blast)
- 2013: In Darkness (Massacre Records)
- 2022: The Seven (Napalm Records)

### Demos, Kompilations und Soundtracks
- 1996: Carpe Noctem (Demo)
- 1997: Near Dark (Demo)
- 1997: Tomb Sculptures (Best Of)
- 2005: Alone in the Dark (Songbeitrag zum Soundtrack des Films Alone in the Dark)